# Garcinia lauterbachiana
Garcinia lauterbachiana là một loài thực vật có hoa trong họ Bứa. Loài này được A.C.Sm. mô tả khoa học đầu tiên năm 1941.